# طواف لومبارديا 2014
طواف لومبارديا 2014 هو سباق دراجات هوائية أقيم بتاريخ 5 أكتوبر 2014، تكون السباق من مرحلة واحدة وامتدّ لمسافة 254 كم، استغرق السباق 6 ساعة 25 دقيقة 33 ثانية. فاز به الأيرلندي دان مارتن وحلّ ثانيا الإسباني أليخاندرو بالبيردي بينما حصل على المركز الثالث البرتغالي روي كوستا.

## الترتيب
| م                     | الدرّاج             | البلد           | الزمن                    |
| --------------------- | ------------------ | --------------- | ------------------------ |
| الفائز بالترتيب العام | دان مارتن          | جمهورية أيرلندا | 6 ساعة 25 دقيقة 33 ثانية |
| الثاني                | أليخاندرو بالبيردي | إسبانيا         |                          |
| الثالث                | روي كوستا          | البرتغال        |                          |